# デトロイト・ロック・シティ (映画)
『デトロイト・ロック・シティ』（原題：Detroit Rock City）は、1999年制作のアメリカ合衆国のコメディ映画。
人気ハードロックバンド・KISSのコンサートに行くため奮闘する少年たちが巻き起こす騒動を描いた青春コメディ。タイトルはKISSの楽曲「デトロイト・ロック・シティ」からとられている。KISSが本人役で登場しているほか、メンバーのジーン・シモンズが製作に携わっている。

## あらすじ
1978年。田舎町に住むへヴィメタル好きの高校生ホーク、レックス、ジャム、トリップの4人は人気ハードロックバンド・KISSの大ファンで、近くデトロイトで行われるコンサートに行くことを楽しみにしていた。しかし、KISSを悪魔の使者と信じるジャムの母が彼らのチケットを燃やしてしまう。何としてもコンサートを見たい4人はデトロイトへ向かい、チケットを入手しようと悪戦苦闘する。

## キャスト
※括弧内は日本語吹替。
- ホーク：エドワード・ファーロング（石田彰）
- レックス：ジュゼッペ・アンドリュース（櫻井孝宏）
- ジャム：サム・ハンティントン（鳥海勝美）
- トリップ：ジェームズ・デベロ（成田剣）
- ミセス・ブルース（ジャムの母親）：リン・シェイ（火野カチコ）
- クリスティーン：ナターシャ・リオン（本田貴子）
- ベス：メラニー・リンスキー
- エルヴィス：マイルス・ドゥガル
- ケニー：ニック・スコッティ
- アマンダ：シャノン・トゥイード
- 反KISS集会のメンバー：パメラ・ボウエン
- 神父：ジョー・フラハティ